# Alfréd Kocáb
Alfréd Kocáb (28. června 1925 Vídeň – 15. března 2018 Praha) byl kazatel Českobratrské církve evangelické, který byl pronásledován komunistickým režimem. Za totality byl zbaven státního souhlasu k výkonu svého povolání, deset let pracoval jako topič. Stal se jedním z prvních signatářů Charty 77, patřil k zakládajícím členům Výboru na obranu nespravedlivě stíhaných (VONS). Byl držitelem Medaile Za zásluhy, za své postoje byl také oceněn jako účastník třetího odboje.

## Životopis

### Mládí
Narodil se ve Vídni, kde také 20 let žil a studoval na českých školách. Vyrůstal s maminkou, zbožnou katoličkou pocházející z Brněnska, a bratrem; otec v jeho dětství od rodiny odešel.

### Nucené nasazení v Mauthausenu
Po připojení Rakouska k Německu odmítl službu v německé armádě. V letech 1942–1945 tak byl nuceně nasazen v Rakousku, pracoval v pobočce koncentračního tábora Mauthausen. Ač sám nebyl vězněm, stal se zde svědkem masového vraždění, neboť šlo o vyhlazovací tábor, kde umíraly tisíce lidí každý měsíc. „Říkal jsem si: Kde je církev, aby hlasitě vykřikla, aby se zastala!"
Během války se tak s katolickou církví rozešel, protože „došel k závěru, že hlavní úkoly směrem ke společnosti nesplnila“. Jednak podle něj měla být „štítem, který by chránil Židy před pronásledováním“ a jednak nebyla dostatečně kritická vůči nacistickému systému, nezaujala postoj otevřené opozice. Nebyla tak ani oporou jednotlivých kněží, kteří našli odvahu postavit se na odpor.
Kocáb kritizoval vývoj církve směrem k instituci. „Křesťanství, Kristovo učení se nedá institucionalizovat. V okamžiku, kdy se to činí, zařadí se (církev) mezi ostatní instituce a musí, ať chce, nebo nechce, taky vést zápas o postavení, moc, majetek a tak dále, protože instituce je pozemská veličina.“
Víra katolíka je podle něj s církví úzce spojena. „Jak začne pochybovat o církvi, drolí se zpravidla i jeho víra… tak jsem se s církví postupně rozešel, protože jsem ztratil naději, že mohu na půdě církve konat něco užitečného, aby tento svět byl lepší,“ říká Kocáb.
Tehdy se stal ateistou.
| „              | Víra prochází vždycky pochybnostmi… Protože věřit v Boha v tomto světě, to je skoro absurdní. | “ |
| — Alfréd Kocáb |                                                                                               |   |

### Návrat k víře, vstup do evangelické církve
Po pádu nacismu dokončil studium na obnovené střední škole, na výzvu prezidenta Edvarda Beneše pak odchází s podobně smýšlejícími spolužáky do Čech.
Začal studovat na filozofické fakultě angličtinu a francouzštinu, později pokračoval na Vysoké škole politické a sociální. Rozhodl se pro politickou dráhu, chtěl pracovat v zahraniční službě. Mezníkem se pro něj stal Únor 1948. „To skončilo všecko a chtěl jsem se vystěhovat,“ říká o tomto období.
Nakonec se ale rozhodl zůstat v republice, což souviselo s tím, že znovu uvěřil v Boha. „Probudil se ve mně sen mého mládí stát se knězem. Jenomže jsem už nemohl do katolické církve, rozešel jsem se i s jinými věroučnými články…, tak jsem se dostal do Českobratrské církve evangelické“. I v případě této instituce však byl její „velice kritickou součástí“. Po roce 1948 se evangelická církev podle něj měla mnohem razantněji postavit za zemědělce, kteří byli při nástupu komunistického režimu sužováni kolektivizací.
Vystudoval teologii na pražské Husově bohoslovecké fakultě. Poté se oženil s psycholožkou Darjou Myslivečkovou a odešel ke svému prvnímu sboru ve Zruči nad Sázavou. Odmítl spolupráci se Státní bezpečností: přicházejí nucená přemístění, mj. do Chodova u Karlových Varů, a intervence státního dozoru.
V době politického uvolnění navázal první kontakty s ekumenickým společenstvím ve francouzském Taizé.

### V kotelně proti komunismu
V 60. letech byl Kocáb jedním z iniciátorů duchovního hnutí Nová orientace, které kritizovalo cenzuru, nátlak StB na duchovní a velmocenskou politiku Sovětského svazu. Později také okupaci ČR v roce 1968. Za normalizace tak ztratil státní souhlas k výkonu duchovenské služby a byl skoro deset let topičem v kotelně. 

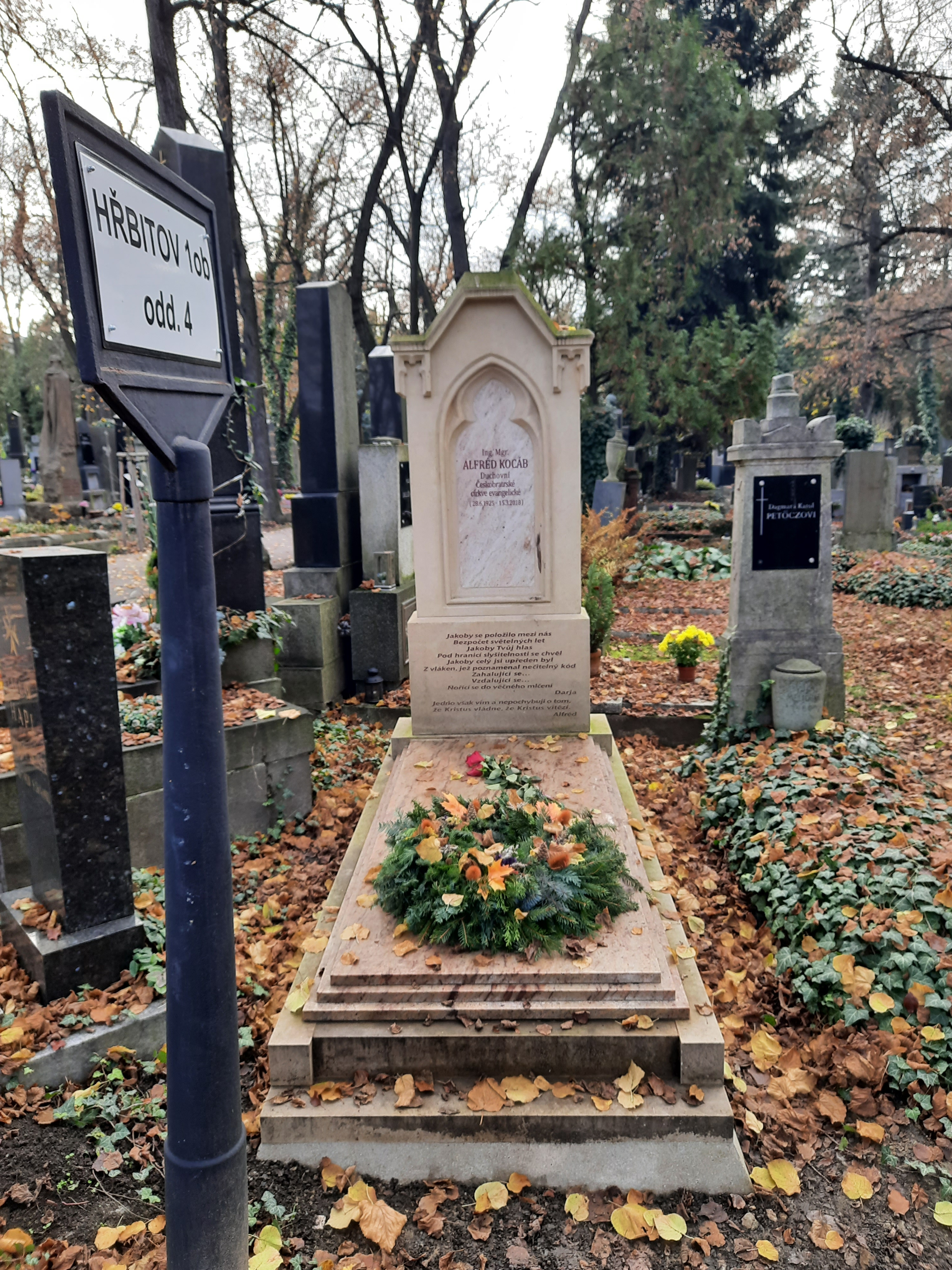
Hrob Afréda Kocába na Olšanských hřbitovech

Stal se jedním z prvních signatářů Charty 77. O rok později patřil k zakládajícím členům Výboru na obranu nespravedlivě stíhaných. Marně usiloval o souhlas k samostatnému působení, tak vypomáhal postupně v několika farnostech.

### Opět na kazatelně
V polovině července 1989 se mohl ke svému povolání vrátit a stal se kazatelem sboru u Salvátora v Praze 1, kde sloužil až do konce června 1996, kdy ve svých 71 letech odešel z farářské služby (po roce jej na tomto místě vystřídal Svatopluk Karásek).
Zemřel v březnu 2018 ve věku 92 let. Pohřben byl na Olšanských hřbitovech.
| „              | Bůh dovede člověku naznačit ten správný směr, kterým by měl jít. | “ |
| — Alfréd Kocáb |                                                                  |   |

## Ocenění
- Roku 1997 Alfréd Kocáb převzal z rukou prezidenta Václava Havla medaili Za zásluhy.

- V dubnu 2012 byl mezi prvními, které stát ocenil coby účastníky třetího odboje, kteří se neváhali postavit na odpor komunistickému režimu.[6]

- V březnu 2013 získal titul Čestný občan Újezda nad Lesy, v němž desítky let žil. Stalo se tak až při druhém hlasování zastupitelstva o tomto bodu. Komise pro udělování titulu Kocába jako kandidáta navrhla už v červnu 2012, zastupitelé za ODS a KSČM se však tehdy při jednání zdrželi hlasování, a návrh proto nebyl přijat.[7][8][2]

## Dílo
- KOCÁB, Alfréd. Cestou necestou. Středokluky: Zdeněk Susa, 2007. ISBN 978-80-86057-41-5.